# Somniosus
Genre
Somniosus est un genre de requins de la famille des Somniosidae.

## Description et caractéristiques
Ce sont des requins d'eaux froides ou profondes, à la biologie encore mal connue et au cycle de vie extrêmement lent. On les appelle parfois « Laimargues » en français. 

## Liste des espèces
| Selon FishBase et World Register of Marine Species (25 octobre 2024) : - Somniosus antarcticus (Whitley, 1939) - Laimargue de l'Antarctique - Somniosus cheni Hsu, Lin & Joung, 2020 - Somniosus longus (Tanaka, 1912) - Somniosus microcephalus (Bloch & J.G.Schneider, 1801) - Laimargue du Groenland - Somniosus pacificus (Bigelow & Schroeder, 1944) - Laimargue dormeur ou Laimargue du Pacifique - Somniosus rostratus (Risso, 1827) - Laimargue de Méditerranée | Selon ITIS : - Somniosus longus (Tanaka, 1912) - Somniosus microcephalus (Bloch et Schneider, 1801) - Somniosus pacificus (Bigelow et Schroeder, 1944) - Somniosus rostratus (Risso, 1827) |

Autres espèces parfois attribuées à ce genre :
- Somniosus bauchotae (Quéro, 1976)  (Syn. de Somniosus rostratus selon FishBase)
- Somniosus brevipinna (Lesueur, 1818)  (Syn. de Somniosus microcephalus selon FishBase)

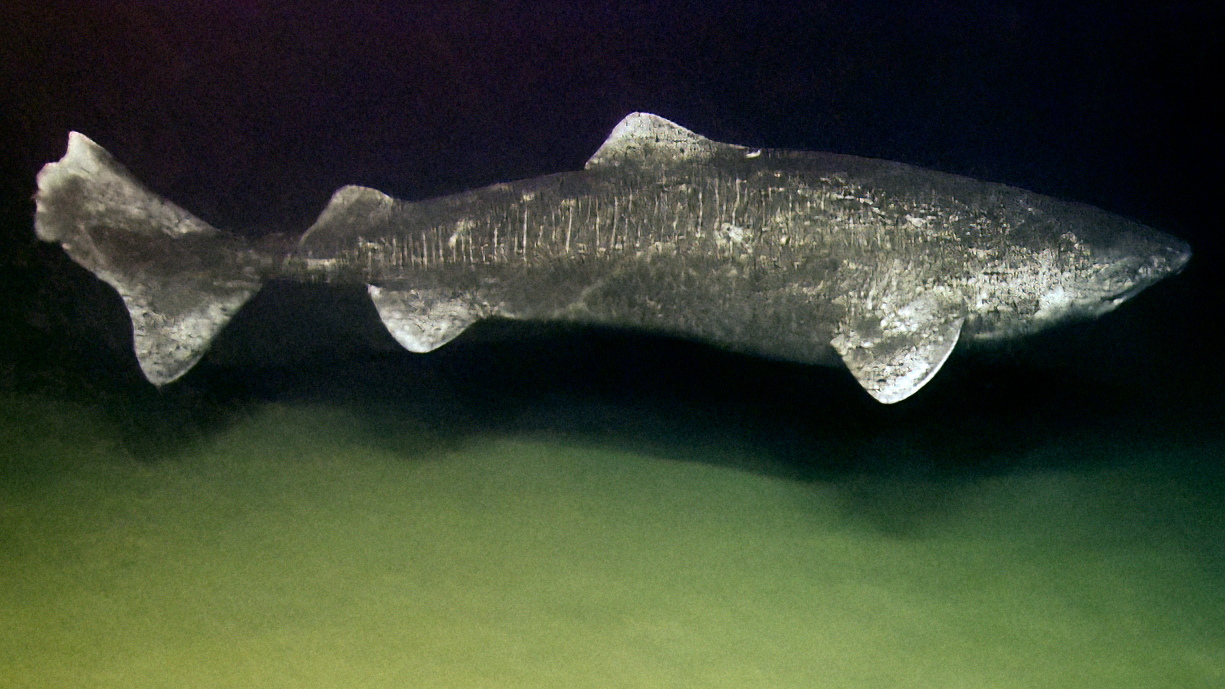
Requin du Groenland (Somniosus microcephalus)
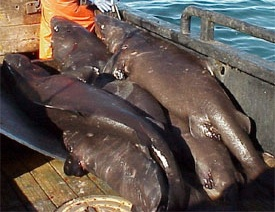
Pêche (scientifique) de Somniosus pacificus
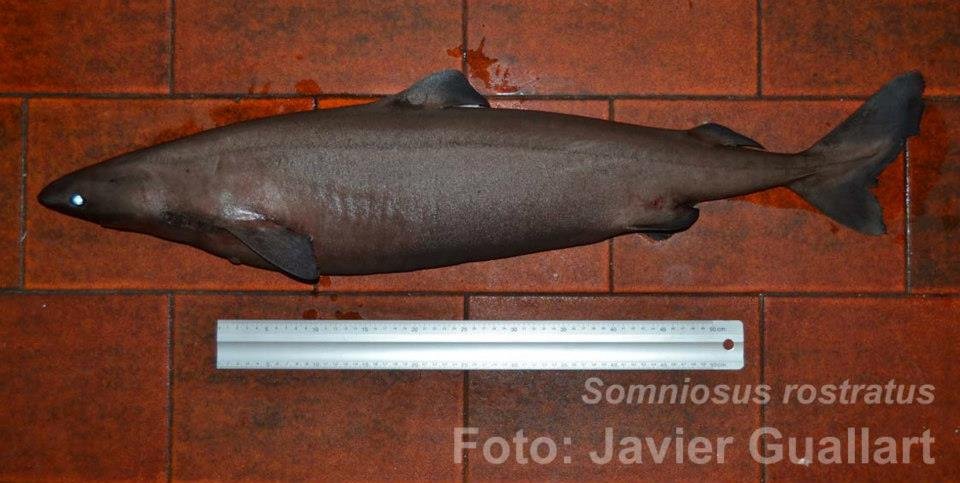
Somniosus rostratus
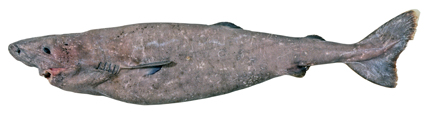
Somniosus antarcticus